# Overstromingen in Pakistan 2022

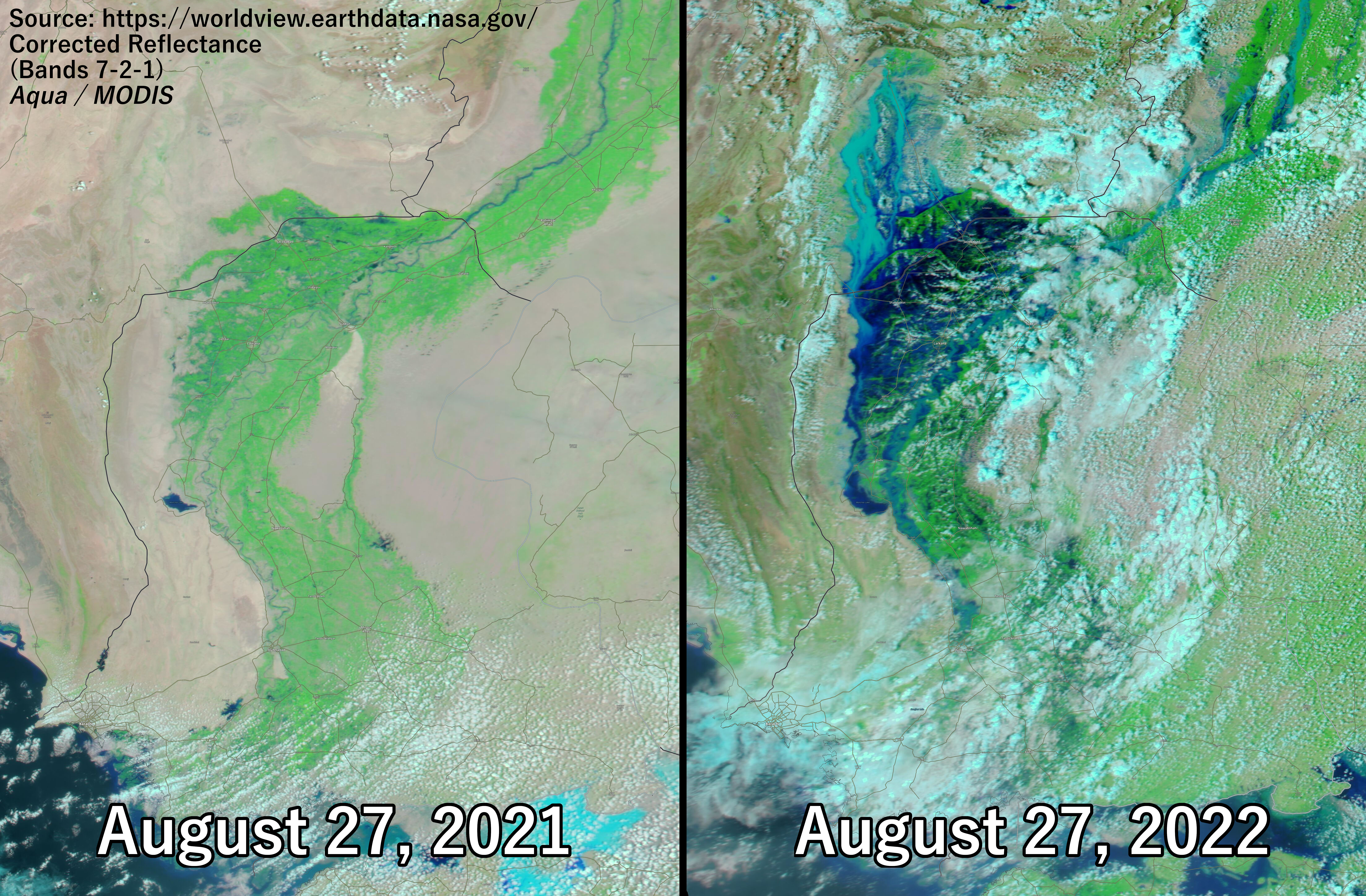
Satellietbeelden van Zuid-Pakistan, waarbij de situatie op 27 augustus 2022 (rechts) wordt vergeleken met precies een jaar eerder (links)

Gedurende de zomer van 2022 en ook enige tijd daarna vonden in delen van Pakistan, met name het zuidoosten, zware overstromingen plaats. Deze waren het gevolg van de zwaarste moessons in het gebied in tientallen jaren. 
Twee jaar eerder waren grote delen van heel Zuid-Azië ook al getroffen door zware overstromingen als gevolg van de moesson. In Pakistan zelf was het de zwaarste natuurramp sinds 2012.
De overstromingen hangen naar alle waarschijnlijkheid samen met de klimaatverandering, die naast de wereldwijde opwarming ook leidt tot veranderende neerslagpatronen.

## Gebeurtenissen
De overstromingen begonnen halverwege juni. De hoeveelheid neerslag was in juli meer dan twee keer dan normaal in die maand, het was de natste julimaand in het land sinds 1961. 
Vooral de provincies Beloetsjistan en Sind werden zwaar getroffen; hier viel in augustus volgens minister van Klimaatverandering Sherry Rehman vijf. resp. bijna acht keer de hoeveelheid neerslag die normaal is voor die maand.
Begin september stond een derde van het land inmiddels onder water. Meer dan 30 miljoen Pakistanen waren ontheemd geraakt, een zevende van de gehele bevolking van het land.  De autoriteiten schatten de schade inmiddels op zeker 30 miljard dollar.
In oktober was het aantal doden als gevolg van de overstromingen verder opgelopen tot meer dan 1700, daarnaast waren er meer dan tienduizend gewonden.

## Reacties
De Pakistaanse premier Shehbaz Sharif sprak eind augustus van de ergste overstromingen uit de geschiedenis van het land.
Op 25 augustus riep de Pakistaanse regering de nationale noodtoestand uit vanwege de overstromingen.